# Artura Ściana
Jeden z użytkowników Wikipedii oznaczył tę stronę jako kwalifikującą się do natychmiastowego skasowania.
W najbliższym czasie administratorzy Wikipedii zweryfikują to zgłoszenie.
Jeśli nie zgadzasz się z oceną wikipedysty, wypowiedz się na stronie dyskusji. Autorów prosimy o zapoznanie się z informacjami o najczęstszych powodach usuwania artykułów.
Uzasadnienie: treść niezrozumiała
Administratorze! Pamiętaj, żeby przed skasowaniem artykułu sprawdzić linkujące, dyskusję i historię zmian (ostatnia zmiana wykonana przez Jeż0216).
Szablon:Infobox duchowny katolicki
Artur Ściana – polski duchowny katolicki. W latach 2024–2025 pełnił funkcję proboszcza parafii św. Jana Chrzciciela w Zbroszy Dużej, należącej do dekanatu wareckiego w archidiecezji warszawskiej.
1. 1. Biografia i posługa duszpasterska

Ks. Artur Ściana został mianowany proboszczem parafii św. Jana Chrzciciela w Zbroszy Dużej, obejmując tę funkcję około 24 czerwca 2024 roku 0. Wcześniej pełnił posługę jako wikariusz w parafii św. Anny w Piasecznie 1.
Jako proboszcz, ks. Artur stanął przed zadaniem organizacji jubileuszu 50-lecia parafii, obchodzonego w 2024 roku. W wydarzenie aktywnie zaangażowano parafian, którzy utworzyli Komitet Organizacyjny ds. przygotowań 2.
1. 1. Zmiana w probostwie

W czerwcu 2025 r. ks. Artur Ściana został mianowany proboszczem parafii Świętej Trójcy w Konarach (dekanat warecki) 3. W Zbroszy Dużej jako administrator od 2025 roku pełni funkcję ks. Marek Michalczyk 4.
1. 1. Przypisy

1. Będzie zmiana warty na parafii w Zbroszy Dużej – *Grojec24.net*, 16 sierpnia 2025 5.  
2. Trwają w Bogu, wierze i ludziach – *Gazeta Jabłonka*, 24 września 2024 6.  
3. Duże zmiany w parafiach! Oto nowi proboszczowie… – *Grojec24.net*, 5 czerwca 2025 7.  
4. Parafia Świętego Jana Chrzciciela w Zbroszy Dużej – Wikipedia (lista proboszczów) 8.  
5. Personalia: Parafia Zbrosza Duża – Archidiecezja Warszawska (ks. Marek Michalczyk jako administrator) 9.
1. 1. Zobacz też

- Parafia Świętego Jana Chrzciciela w Zbroszy Dużej
- Dekanat warecki
- Archidiecezja warszawska